# Джухі (Шуш)
Джухі  (перс. جوحی) — село в Ірані, остані Хузестан, шахрестані Шуш, бахші Шавур, дехестані Шавур. За даними перепису 2006 року, його населення становило 309 осіб, що проживали у складі 48 сімей.